# Nốt móc tư

Nốt móc tư và dấu lặng móc tư

Nốt móc tư (tiếng Anh: hemidemisemiquaver, sixty-fourth note) là một hình nốt nhạc có trường độ bằng 1/64 nốt tròn.
Nốt móc tư có thân nốt hình bầu dục đặc ruột (màu đen) và có đuôi đính kèm bốn dấu móc. Ký hiệu có liên quan với nốt móc bốn là dấu lặng móc bốn, có ý nghĩa biểu lộ khoảng lặng với độ dài tương đương trường độ của nốt móc bốn.
Có thể nối đuôi các nốt móc bốn nằm gần nhau trong cùng ô nhịp bằng cách dùng những vạch đậm (xem hình).

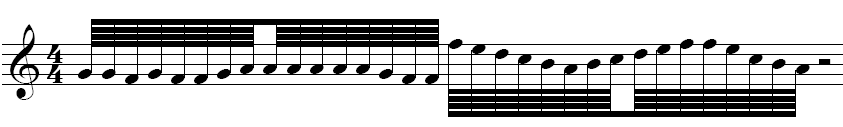
Hàng loạt các nốt móc tư được nối đuôi

## Trường độ
Nốt móc tư tương đương 1/64 nốt tròn, 1/32 nốt trắng, 1/16 nốt đen, 1/8 nốt móc đơn, 1/4 nốt móc kép và 1/2 nốt móc ba. Trong các bản nhạc theo nhịp phân đôi (2/4, 3/4, 4/4,...), một nốt móc tư ứng với 1/16 phách. Nếu thêm một dấu chấm dôi thì trường độ của nốt móc tư được kéo dài thêm một nửa.